# 1376 w polityce

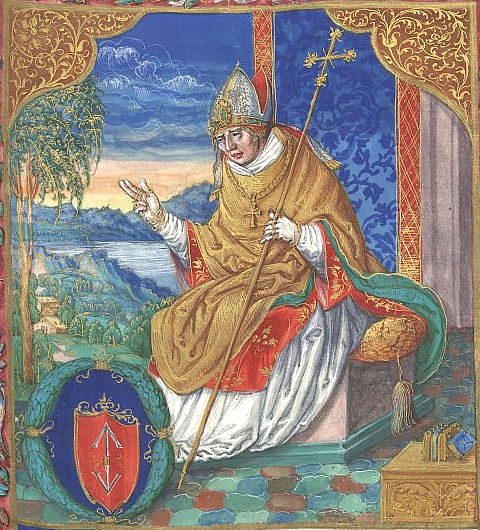
Jarosław Bogoria Skotnicki

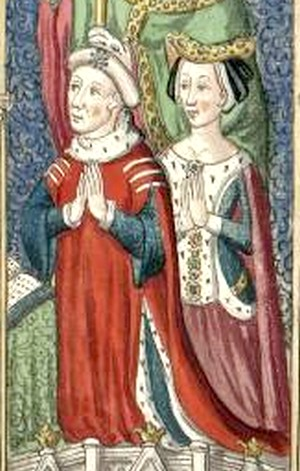
Ludwik I de Burbon-Vendôme z żoną

Wydarzenia polityczne w 1376 roku.

## Urodzeni
- Ludwik I de Burbon-Vendôme, Wielki Szambelan Francji[1].

## Zmarli
- 17 września Jarosław Bogoria Skotnicki, arcybiskup gnieźnieński[2].